# Karlócai béke
A karlócai békeszerződést 1699. január 26-án írták alá Karlócán (törökül Karlofça, németül Karlowitz, horvátul Srijemski Karlovci, szerbül Sremski Karlovci – ma Szerbia, Vajdaság). A béke az 1683–1697-es, a törököket a Magyar Királyság területéről kiűző Habsburg–török háborút zárta le, amely az utóbbiak vereségével zárult. Az aláírók az Oszmán Birodalom, valamint a Habsburg Monarchiát, a lengyel–litván államot, a Velencei Köztársaságot és Oroszországot is magában foglaló Szent Liga voltak. Az oszmánok átengedték az osztrákoknak Magyarország nagy részét, Erdélyt és Szlavóniát.

## A szerződés megkötése
1698. október 18-án Savoyai Jenő herceg, császári főparancsnok fegyverszünetet kötött a szultán megbízottaival. Novemberben Karlócán megkezdődtek a tárgyalások a Szent Liga képviselői és a szultán biztosai között. A megbízottak a békeszerződést 1699. január 26-án írták alá, melyet I. Lipót császár február 16-án erősített meg.

## A szerződés tartalma
Az oszmán megszállás alatt lévő (korábban litván, majd lengyel) Podólia (ma: Ukrajna) Lengyelországhoz került, de a lengyeleknek ki kellett üríteni a megszállt moldvai területeket. Dalmácia nagy részét és Moreát (Peloponnészosz-félsziget) a Velencei Köztársaság vette birtokba. Az oroszok jogot szereztek az általuk elfoglalt Don-parti Azov erődjének megtartására.
A karlócai békével Magyarország nagy részén megszűnt az oszmán hódoltság, és lehetővé vált az ország területi, politikai és közigazgatási egyesítése. A törökök a (nagyrészt lakatlan) Temesköz és a Szerémség délkeleti részének kivételével minden magyar hódoltsági területről lemondtak, bár a Temesköz jelentős részét Savoyai Jenő herceg vezette császári csapatok már elfoglalták. A békekötés megszabta, hogy az Oszmán Birodalomban a keresztény alattvalók vallásukat szabadon gyakorolhatják. A felek egymás országában szabadon kereskedhetnek. A foglyokat kicserélik, vagy mérsékelt váltságdíjért szabadon engedik. A határszéli várak jó állapotát fenntarthatják, de újat a felek nem építhetnek. A béke illetve a fegyverszünet 25 évre lett megkötve. A szultán ígéretet tett, hogy nem támogatja a Habsburg-ellenes magyar erőket. Thököly Imrét és társait a magyar határtól távol telepítette le, a török birodalom belsejében, Nikomédiában (ma İzmit).

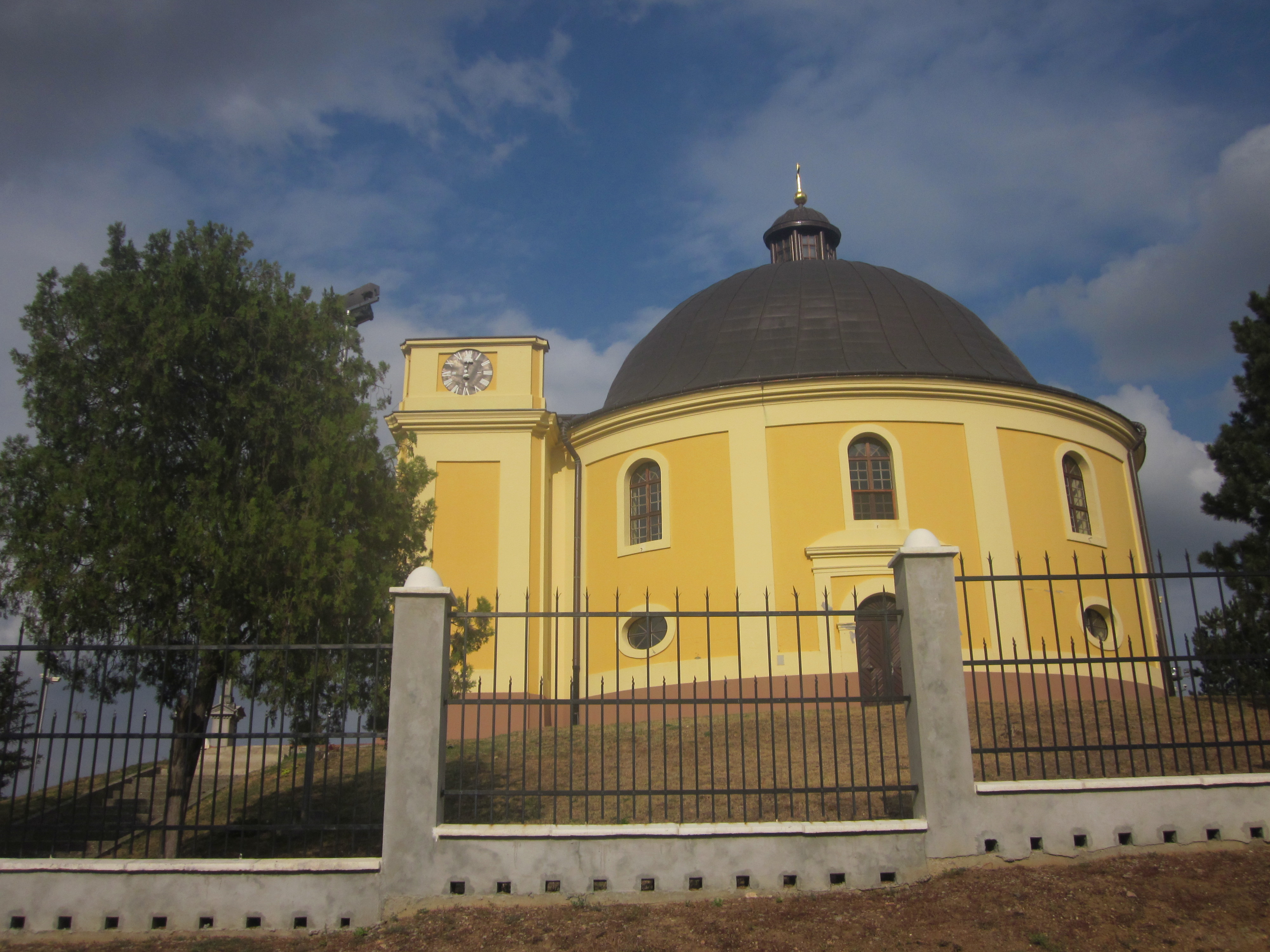
Az aláírás helyszíne (az egykori vezéri sátor) helyén emelt Békekápolna (Kapela mira)